# Le Livre des exemples
Le Livre des exemples ou Kitab al-ibar, (en arabe :العبر و ديوان المبتدأ و الخبر في أيام العرب و العجم و البربر (Al-ʿIbar wa dīwān al-mubtadaʾ wa l-ẖabar fī ayyām al-ʿArab wa l-ʿAǧam wa l-Barbar), en français : Le Livre des exemples ou Livre des considérations sur l’histoire des Arabes, des Persans et des Berbères, 1375-1379), est un ouvrage d'Ibn Khaldoun. Moins connu que la Muqaddima, qui en est le premier tome, l'ouvrage est considéré comme l'œuvre principale de Khaldoun.
Conçu à l'origine comme décrivant l'histoire des Berbères, l'auteur l'oriente finalement vers une histoire plus universelle (parlant donc également des Arabes et des Persans). Les tomes II à V retracent l'histoire de l'humanité jusqu'à l'époque de l'auteur ; les tomes VI et VII traitent de l'histoire des peuples berbères et du Maghreb. Khaldoun l'écrit alors qu'il mène une existence difficile au Caire.
Le livre est considéré comme moins important que la Muqaddima, car Khaldoun, moins précis dans le reste de l'ouvrage au niveau de ses références et de ses chronologies, et voulant répondre à toutes les interrogations de son temps, y compris scientifiques, ne peut garder la qualité du premier tome au reste du projet.
Partiellement découvert[pas clair] en Europe au XIXe siècle, une traduction partielle en français du Kitab al-ibar a été publiée entre 2002 et 2012, sous le titre de Livre des exemples. Cette traduction comprend la première partie, La Muqaddima, et la troisième partie, L'histoire des Arabes et des Berbères du Maghreb. 